# Juin 1817

## Événements

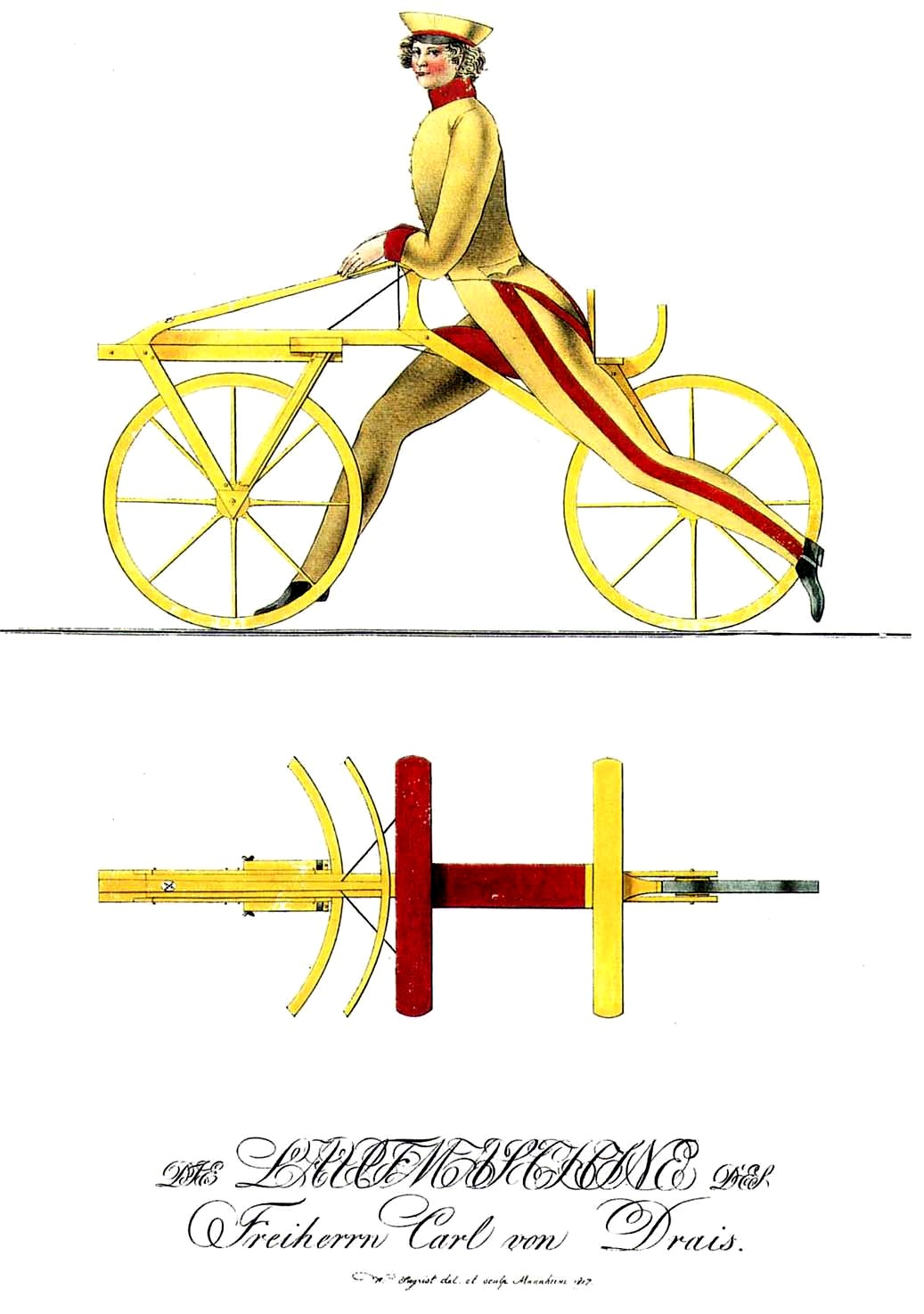
12 juin : la draisine.

18 juin : inauguration du Waterloo Bridge, toile de John Constable

- Royaume-Uni : les tisserands des campagnes du Derbyshire se soulèvent. Le gouvernement de lord Liverpool mobilise l’armée contre les mouvements sociaux[1].

- 11 juin, France : Projet de concordat rétablissant les sièges épiscopaux; devant l'opposition des Chambres, le projet est retiré puis repris partiellement dans la loi du 4 juillet 1821[2].
  - La religion catholique, protégée par l’État, est reconnue « religion de la majorité des Français ». Les derniers conflits canoniques sont réglés. Les évêchés, portés à 80, correspondent aux chefs-lieux administratifs. Le clergé paroissial souffre du vieillissement et du manque de formation. La réouverture des grands et petits séminaires permet la formation de nouveaux prêtres. Les congrégations masculines se rétablissent difficilement, mais les congrégations féminines progressent vite, les ordres anciens (Filles de la Charité, ursulines, visitandines, dames de Saint-Maur, Carmélites, Clarisses) comme les ordres nouveaux (dames du Sacré-Cœur de Jésus, sœur de la charité de Besançon). Ils assurent l’enseignement féminin et l’assistance. Pour une recatholisation massive, le clergé organise des missions (Mazenod en Provence), met en place une presse religieuse, rétablit le calendrier liturgique, diffuse l’enseignement catholique.

- 12 juin : Karl Drais parcourt plus de 14 km en 1 heure sur sa draisienne, qu'il vient d'inventer[3].

- 18 juin : ouverture du Pont de Waterloo à Londres[4].

- 20 juin : traité de Paris ; la possession des duchés de Parme, Plaisance et Guastalla est confirmée à Marie-Louise d'Autriche[5].

- 28 juin : victoire des patriotes mexicains de Mina à la bataille de Los Arrastraderos.

## Naissances
- 6 juin : Rudolph von Freyberg-Eisenberg, ancien membre du Reichstag († 3 mars 1887).
- 12 juin : 
  - Félix Antoine Appert, militaire et diplomate français de XIXe siècle, général de corps d'armée († 18 avril 1891).
  - Nicolas Trübner, libraire, éditeur et linguiste anglais de naissance allemande († 30 mars 1884).
- 13 juin : Antonio de Torres, luthier espagnol († 19 novembre 1892).
- 14 juin : Charles-Auguste Fraikin, sculpteur belge († 22 novembre 1893).
- 26 juin : Branwell Brontë, peintre et écrivain britannique († 24 septembre 1848).
- 30 juin : Sir Joseph Dalton Hooker (mort en 1911), explorateur et botaniste britannique.

## Décès
- 11 juin : William Gregor (né en 1761), minéralogiste britannique, découvreur du titane.
- 30 juin : Abraham Gottlob Werner (né en 1749 ou 1750), géologue et minéralogiste allemand.